# لوکاس دلگادو
لوکاس دلگادو (انگلیسی: Lucas Delgado؛ زادهٔ ۲۴ مارس ۱۹۹۵) بازیکن فوتبال اهل آرژانتین است.